# Certified Internal Auditor
Chứng chỉ Kiểm toán Nội bộ (tiếng Anh: Certified Internal Auditor [1]) được cấp bởi Hiệp hội Kiểm toán Nội bộ Hoa Kỳ(tiếng Anh: The Institute of Internal Auditors [2]) là chứng chỉ Kiểm toán nội bộ dùng trong ngành kiểm toán.

## Chương trình học CIA
Chương trình học CIA bao gồm 3 phần:
Phần 1: Internal Audit Basics với 3 môn học:
- IIA Mandatory Guidance
- Internal Control and Risk
- Conducting Internal Audit Engagement – Audit Tools and Techniques

Phần 2: Internal Audit Practice với 3 môn học:
- Managing the Internal Audit Function
- Managing Individual Engagements
- Fraud Risks and Controls

Phần 3: Internal Audit Knowledge Elements với 8 môn học:
- Governance/Business Ethics
- Risk Management
- Organizational Structure/Business Processes and Risks
- Communication
- Management/Leadership Principles
- IT/Business Continuity
- Financial Management
- Global Business Environment

## Kỳ thi CIA
Các kỳ thi lấy chứng chỉ Kiểm toán Nội bộ Hoa Kỳ CIA được tổ chức quanh năm theo hình thức thi trắc nghiệm trên máy tính CBT (Computer-based Test) thông qua Pearson VUE.
Bài thi cho phần 1 với 125 câu hỏi được hoàn thành trong 2.5 giờ, riêng phần 2 và 3 mỗi phần bao gồm 100 câu hỏi và đều có thời gian thi là 2 giờ.
Mỗi bài thi gồm câu hỏi được tính điểm và câu hỏi không tính điểm. Mỗi câu hỏi được tính điểm sẽ có điểm như nhau, kết quả thể hiện ở cuối bài thi. Những câu hỏi không được tính điểm được đưa vào kỳ thi với mục đích xác định độ khó của bài thi, câu trả lời sai sẽ không bị trừ điểm.
Điểm thi sẽ được tính dựa trên số câu hỏi được tính điểm và chuyển sang thang điểm từ 250 tới 750 điểm. Thang điểm từ 600 hay cao hơn được coi là điểm đậu. Học viên thi không đậu phần thi nào thì phải đợi 90 ngày mới có thể đăng ký thi lại phần thi đó.